# Eulália Silva
Eulália Maria Alves Rocha Silva é uma política angolana. Filiada ao Movimento Popular de Libertação de Angola (MPLA), é deputada de Angola pela província de Luanda desde 28 de setembro de 2017.
Silva concluiu o ensino médio. Funcionária pública por profissão, foi secretária provincial e integrou o comitê municipal da Organização da Mulher Angolana (OMA).